# Trent Ford
Trent Ford (Akron, 15 gennaio 1979) è un attore e modello statunitense.

## Biografia
Ford nasce ad Akron in Ohio da padre aviatore della marina militare degli Stati Uniti e madre inglese originaria di Birmingham. Si è trasferito in Regno Unito all'età di un anno con la madre ed è cresciuto a Cradley e Malvern. Si è laureato all'Università di Cambridge in letteratura inglese e tedesca.
È apparso nei film Contratto d'amore con Mandy Moore, Deeply con Kirsten Dunst, Gosford Park, Slap Her... She's French con Piper Perabo e September Dawn.
I suoi ruoli più celebri sono nei panni di Jean-Paul Charpentier, nella quarta stagione della serie televisiva The West Wing, e il nemico di Superman, Mr. Mxyzptlk, nella quarta stagione di Smallville.
Ha anche partecipato allo spot di Calvin Klein per il profumo "Eternity Moment" a fianco di Scarlett Johansson.
Recentemente è stato guest-star in alcuni episodi di serie televisive della CBS come in The Class nel ruolo di Benjamin Chow, un violinista di fama internazionale.
È entrato nel cast di The Vampire Diaries nel ruolo di Trevor per tre episodi della seconda stagione.

## Filmografia

### Cinema
- Deeply, regia di Sheri Elwood (2000)
- Gosford Park, regia di Robert Altman (2001)
- Slap Her... She's French, regia di Melanie Mayron (2002)
- Contratto d'amore (How to Deal), regia di Clare Kilner (2003)
- The Island, regia di Michael Bay (2005)
- Park, regia di Kurt Voelker (2006)
- The Reef - Amici per le pinne (Shark Bait), regia di Howard E. Baker e John Fox (2006) - voce
- September Dawn, regia di Christopher Cain (2007)
- Rez Bomb, regia di Steven Lewis Simpson (2008)
- Burning Blue, regia di D.M.W. Greer (2014)

### Televisione
- West Wing - Tutti gli uomini del Presidente (West Wing) – serie TV, 6 episodi (2002-2003)
- Smallville – serie TV, episodio 4x07 (2004)
- Grounded for Life – serie TV, episodio 5x09 (2004)
- The Class - Amici per sempre (The Class) – serie TV, 5 episodi (2007)
- Life – serie TV, episodio 1x07 (2007)
- The Vampire Diaries – serie TV, episodi 2x08-2x09-2x19 (2010-2011)
- 90210 - serie TV, episodio 4x11 (2011-2012)

## Doppiatori Italiani
Nelle versioni in italiano delle opere in cui ha recitato, Trent Ford è stato doppiato da:
- Roberto Gammino in Gosford Park
- David Chevalier in Smallville
- Simone Veltroni in The Class - Amici per sempre
- Mirko Mazzanti in The Vampire Diaries